# Tarcsai-patak
A Tarcsai-patak Nógrád vármegyében, ezen belül a Cserhátban ered, Erdőtarcsa északnyugati határában, mintegy 170 méteres tengerszint feletti magasságban. A forrásától kezdve délkeleti irányban halad, első néhány kilométeres szakaszán Erdőtarcsa és Egyházasdengeleg határvonalát kísérve, majd végighúzódva Erdőtarcsa központján. Utolsó szakaszán áthalad a 2109-es út alatt, végül Erdőtarcsa, Nagykökényes és Héhalom hármashatára közelében, de ez utóbbi területén, a Bér-patakba torkollva ér véget.
Vízgazdálkodási szempontból a Zagyva tervezési alegység működési területét képezi.

## Part menti települések
- Erdőtarcsa
- (Egyházasdengeleg)
- (Héhalom)